# Édouard Dujardin

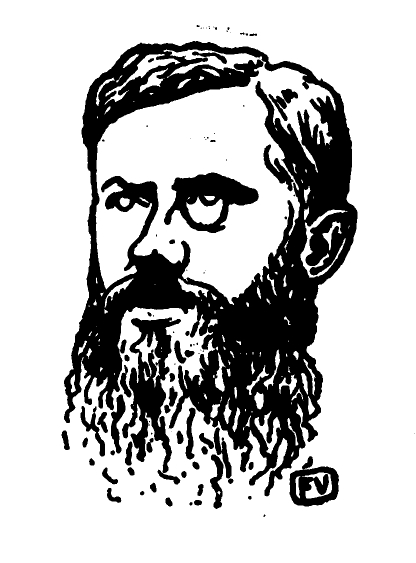
Édouard Dujardin door Félix Vallotton, 1898.

Édouard Dujardin (Saint-Gervais-la-Forêt (Loir-et-Cher) 10 november 1861 - Parijs, 31 oktober 1949) was een Frans romanschrijver, toneelschrijver, dichter, journalist en criticus. Hij werd vooral bekend door zijn gebruik van de monologue interieur (stream of consciousness).

## Leven en werk
Dujardin was het enige kind van een kapitein ter zee, ging naar het lyceum in Rouen en werd daarna journalist en redacteur, hetgeen hij zijn leven lang zou blijven. In de jaren 1880 werkte hij voor de Revue Wagnerienne en de Revue Indépendante. Hij raakte verzeild in de wereld der symbolisten, welke stijl zijn literaire  werk sterk zou beïnvloedden. Zijn bekendste roman is Les lauriers sont coupés (1887), waarin hij als een der eersten uitgebreid de monoloog interieur toepast (stream of consciousness). James Joyce zou later aangeven dat hij wat dat betreft schatplichtig was aan Dujardin. In de jaren 1890 had hij in Parijs veel succes met een trilogie voor toneel in symbolistische stijl: Antonia (1891), Le Chévalier du passé (1892) en La fin d'Antonia (1893).
Dujardin stond bekend om zijn dandy-achtige levensstijl en was veelvuldig te bekennen in het Parijse uitgaansleven. Niettegenstaande dat hij getrouwd was met actrice Germanine Teisset onderhield hij relaties met tal van andere vrouwen, waaronder Madeleine de Boisguillaume, het model van kunstschilder Ramon Casas i Carbó, bij wie hij ook een kind had. In 1924 hertrouwde hij met Marie Chenou die dertig jaar jonger was dan hij. Hij overleed in 1949, bijna 88 jaar oud.

## Bibliografie (selectie)

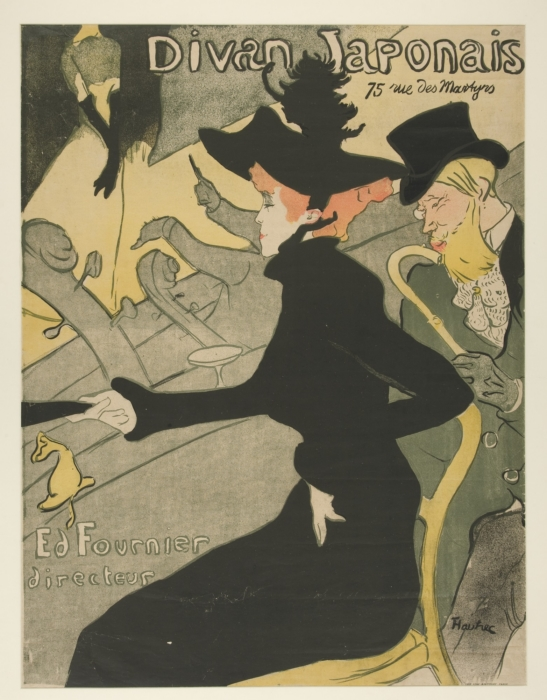
Dujardin op een poster van Henri de Toulouse-Lautrec, met danseres Jane Avril, 1892.